# Adele av Frankrike
Adele av Frankrike , född 1009, död 8 januari 1079, var en fransk prinsessa, grevinna av Corbie och helgon. Hon var hertiginna av Normandie som gift med hertig Rickard III av Normandie, och grevinna av Flandern som gift med greve Balduin V av Flandern, och mor till Robert I av Flandern.
Adele vördas som helgon i den katolska kyrkan under namnet Adela av Messines.

## Biografi
Adele var dotter till Robert II av Frankrike och Constance av Arles. Hon fick år 1027 förläningen Corbie av sin far och titeln grevinna av Corbie. Hon behöll Corbie som sin personliga förläning fram till att den 1074 återtogs av franska kronan.

### Hertiginna av Normandie
Adele gifte sig år 1027 med hertig Rickard III av Normandie. Detta äktenskap är oklart och har varit föremål för en del forskning, eftersom det ibland har angetts som orsaken till att påven hävdade att hennes dotter Mathildas giftermål med Rickard III:s brorson var ett äktenskap i förbjudna led. Det råder oklarhet kring om Adele faktiskt var gift med Rickard eller endast trolovad med honom. Om de verkligen gick igenom en vigselceremoni, råder oklarhet kring om äktenskapet fullbordades. Det har även ifrågasatts huruvida det faktiskt var Adele av Frankrike som var den "Adele" som gifte sig med Rickard III år 1027, eller om hon har förväxlats med en annan person med samma namn. Rickard III avled 1028.
Det är känt att Adele fick en hög bildning av St Peters munkar i Gent; hon kunde läsa och tala latin, samtidens internationella språk och dåtidens kännetecken för hög bildning.

### Grevinna av Flandern
Som grevinna av Flandern spelade Adele en större roll än kvinnor under hennes samtid normalt gjorde, och deltog i det offentliga och politiska livet vid sin makes sida snarare än att, som normen sade, endast ägna sig åt att fullfölja det kristna idealet av maka och mor och att utgöra ett exempel på den kristna idealkvinnan, vilket annars sågs som en adlig eller kunglig kvinnas uppgift på den tiden. Orsaken till hennes offentliga roll bedöms ha varit det faktum att hon var syster till den franske kungen, och använde sig av sin kungliga börd.
Adele deltog i politiken vid sin makes sida, vilket illustreras av att hälften av alla officiella dokument som utfärdades under hennes makes regeringstid också signerades av henne, ofta med tillägget "Syster till Frankrikes konung". Hon var särskilt inflytelserik i kyrkliga reformfrågor, så som genomförandet av det prästerliga celibatet, och tros ha medverkat till införandet av kollegiala församlingar, det vill säga civila kloster utan klosterlöften. Hon medverkade till grundandet av sådana i Aire-sur-la-Lys (1049), Lille (1050) and Harelbeke (1064), samt även traditionella kloster i Messines (1057) och Ename (1063).
Det är känt att hon tillbringade en stor del av sin tid hos sin dotter Matilda i Normandie efter dennas giftermål, och hjälpte henne uppfostra Matildas barn.
Maken Balduin var tillsammans med hennes svägerska Anna av Kiev Frankrikes regent som förmyndare för Adeles brorson kungen av Frankrike 1060–1067.

### Helgon
Vid makens död 1067 reste hon till Rom, där hon vigdes till nunna av påven. Hon levde sedan i klostret i Messines. Hon sände 1071 en bön om hjälp från sin brorson kungen av Frankrike för sin sonson, då Flandern attackerades av hennes andre son. Striden slutade dock med att hennes son erövrade Flandern från hennes sonson. Hon avled i klostret 1079.